# Rotunda svatého Ondřeje (Vranov nad Dyjí)
Rotunda svatého Ondřeje je kaple ve Vranově nad Dyjí v okrese Znojmo stojící v areálu kostela Nanebevzetí Panny Marie v místech bývalého hřbitova.

## Historie
Rotunda-karner z poloviny 13. století je pozdně románskou stavbou. V 19. století byla upravována. V interiéru se nachází barokní freska Kristovy tváře na takzvané Veroničině roušce.

## Popis
Stavba kruhového půdorysu má dvě zaklenutá podlaží - ve spodním zahloubeném se nachází kostnice (ossarium), v horním nadzemním podlaží je liturgický prostor. Apsida horního podlaží má formu arkýře a nedosedá na úroveň okolního terénu. Střecha má kuželovitý tvar; na jejím vrcholu je střešní polygonální zděná lucerna s hrotitým završením. Krov je přístupný pouze z vnější strany stavby.